# Амака Гесслер
Амака Гесслер (англ. Amaka Gessler, 24 квітня 1990) — новозеландська плавчиня.
Учасниця Олімпійських Ігор 2012 року.
Призерка Ігор Співдружності 2010 року.